# Vera Thomas-Dace
Vera Thomas-Dace, född 3 december 1921, död 9 juli 1995, var engelsk före detta bordtennisspelare och världsmästare i dubbel och lag. 
Thomas-Dace spelade sitt första VM 1938 och 1950, 13 år senare, sitt 4:e och sista. Under sin karriär tog hon 7 medaljer i bordtennis-VM, 3 guld, 1 silver och 2 brons. 

## Meriter
- Bordtennis VM
  - 1947 i Paris
    - 3:e plats singel
    - 1:a plats med det engelska laget (Margaret Franks, Margaret Knott-Osborne, Elisabeth Blackbourne)

  - 1948 i Wembley Arena, London
    - 2:a plats singel
    - 1:a plats dubbel (med Margaret Franks)
    - 1:a plats med det engelska laget (Margaret Franks, Elizabeth Steventon, Dóra Beregi)

  - 1950 i Budapest
    - 3:e plats dubbel med (med Margaret Franks)
    - 3:e plats med det engelska laget